# NK Bosut Apševci
NK Bosut Apševci je nogometni klub iz Apševaca.
Trenutačno se natječe se u 3. ŽNL Vukovarsko-srijemskoj.